# 조지 와이너
조지 와이너(George Wyner, 1945년 10월 20일 ~ )는 미국의 배우, 텔레비전 배우, 영화배우이다.
보스턴에서 태어났다.

## 영화 및 드라마
- 내 인생의 마지막 변화구 (2012년) - 로즌블룸 역
- 멘탈리스트 3 (2010년) - 코로너 스테이너 역
- 리타이어드 앳 35 (2010년)
- 시리어스 맨 (2009년)
- 하우 투 비 어 시리얼 킬러 (2008년)
- 멘탈리스트 1 (2008년)
- 저니맨 (2007년)
- 샤크 (2006년)
- 도미노 원 (2005년)
- 잭 & 바비 (2004년)
- 섹스 아카데미 (2001년)
- 아메리칸 파이 2 (2001년)
- 포스트맨 (1997년)
- 데블스 에드버킷 (1997년)
- 행복의 방정식 (1992년)
- 테이킹 베버리힐즈 (1991년)
- 모의 법정 (1989년)
- 후레치 2 (1989년)
- 스페이스볼 (1987년)
- 꾸러기팀 (1986년)
- 전율의 메세지 (1985년)
- 후레치 (1985년)
- 아름다운 날들 (1982년)
- 더 배드 뉴스 베어스 고 투 재팬 (1978년)
- 테일 거너 조 (1977년)
- 형사 Q (1976년)
- 모두가 대통령의 사람들 (1976년)
- 스마일 (1975년)
- 코작 (1973년)
- 레이디 싱스 더 블루스 (1972년)
- 119 구조대 (1972년)
- 올 인 더 패밀리 (1968년) - 닥터 시드니 샤피로 역
- 아이언 사이드 (1967년)
- 우리 생애 나날들 (1965년)